# 4587 Rees
4587 Rees tạm gọi là 3239 T-2, là một tiểu hành tinh được Cornelis Johannes van Houten, Ingrid van Houten-Groeneveld và Tom Gehrels phát hiện ngày 30 tháng 9 năm 1973 ở Đài thiên văn Palomar. Tên chỉ định của 4587 Rees là 3239 T-2. Nó có chu kỳ quay là 7,7886 giờ. 4587 Rees được đặt theo tên của Sir Martin Rees, do Jan Hendrik Oort đề xuất.